# Шадаш
Бруно Александре Вијера Алмеида (рођен 2. децембра 1997) познат и као Шадаш (порт. Xadas) је португалски фудбалер, који игра у екипи Браге.

## Почетак Каријере
Шадаш је као омладинац играо за доста клубова, међу којима и за Порто и Брагу.
Шадаш је везни фудбалер и показао се као млади португалски таленат па га је брзо преузела Брага.
Тренутно наступа за Брагу.

## Репрезентативна каријера
Шадаш тренутно наступа за селекцију Португалије узраста до 21 године, раније је наступао и за селекције узраста до 19 и 20 године.